# Брикбок
Брикбок (фр. Bricquebosq) је насељено место у Француској у региону Доња Нормандија, у департману Манш.
По подацима из 2011. године у општини је живело 532 становника, а густина насељености је износила 66,09 становника/km².

## Демографија
| 1962. | 1968. | 1975. | 1982. | 1990. | 2011. |
| ----- | ----- | ----- | ----- | ----- | ----- |
| 380   | 389   | 366   | 386   | 414   | 532   |